# Koolma (Maidla)
Koolma – wieś w Estonii, w prowincji Virumaa Wschodnia, w gminie Maidla.